# Michael de la Pole (3e comte de Suffolk)
Pour les articles homonymes, voir Michael de la Pole.
Michael de la Pole (1394 – 25 octobre 1415), 3e comte de Suffolk, est un noble anglais.

## Biographie
Michael de la Pole est le fils aîné et héritier de Michael de la Pole, 2e comte de Suffolk, et de son épouse Katherine Stafford. Répondant comme son père et son frère William aux convocations du roi Henri V, il participe en août 1415 au siège d'Harfleur, où il amène 20 hommes d'armes et 60 archers.
Son père meurt de dysenterie dès le 17 septembre 1415, ce qui fait du jeune Michael de la Pole le nouveau comte de Suffolk. Il ne profite toutefois guère longtemps de ce titre, puisqu'il figure parmi les rares personnalités anglaises tuées au cours de la bataille d'Azincourt le 25 octobre suivant.
Mort sans descendance masculine, Michael de la Pole a pour héritier son frère puîné William, qui sera plus tard élevé au rang de marquis, puis de duc de Suffolk. Le lieu de sa sépulture est incertain : il s'agit soit du prieuré de Butley dans le Suffolk, soit de l'église d'Ewelme dans l'Oxfordshire.

## Descendance
Avant novembre 1403, Michael de la Pole épouse Elizabeth de Mowbray, fille de Thomas de Mowbray, 1er duc de Norfolk. Le couple a trois filles :
- Catherine de la Pole (née le 6 mai 1410), nonne à Bruisyard ;
- Elizabeth de la Pole (22 juillet 1411 – avant 1422) ;
- Isabel de la Pole (4 juin 1415 – avant 1422).